# Daramus mehennii
Daramus mehennii là một loài bọ cánh cứng trong họ Cerambycidae.